# Richū
Richū (履中天皇, Richū Tennō; fl. V secolo) è stato il 17º imperatore del Giappone.
Nessuna data certa può essere ricondotta al suo regno, ma sembra abbia vissuto durante il quinto secolo dopo Cristo.
Secondo il Nihonshoki e il Kojiki fu il primo figlio dell'imperatore Nintoku. Morì di malattia durante il sesto anno di regno. La sua tomba si trova nella provincia di Kawachi, al centro dell'attuale prefettura di Ōsaka. Gli succedette il fratello minore Hanzei e nessuno dei suoi figli salì al trono, anche se due nipoti (Kenzō e Ninken) divennero infine imperatori. 
Alcuni studiosi lo identificano come il Re San, il quale avrebbe mandato dei messaggeri alla Dinastia Song almeno due volte nel 421 e nel 425. Morì prima del 438 e gli è succedette il fratello minore.